# Benjamin Vautier (1829-1898)

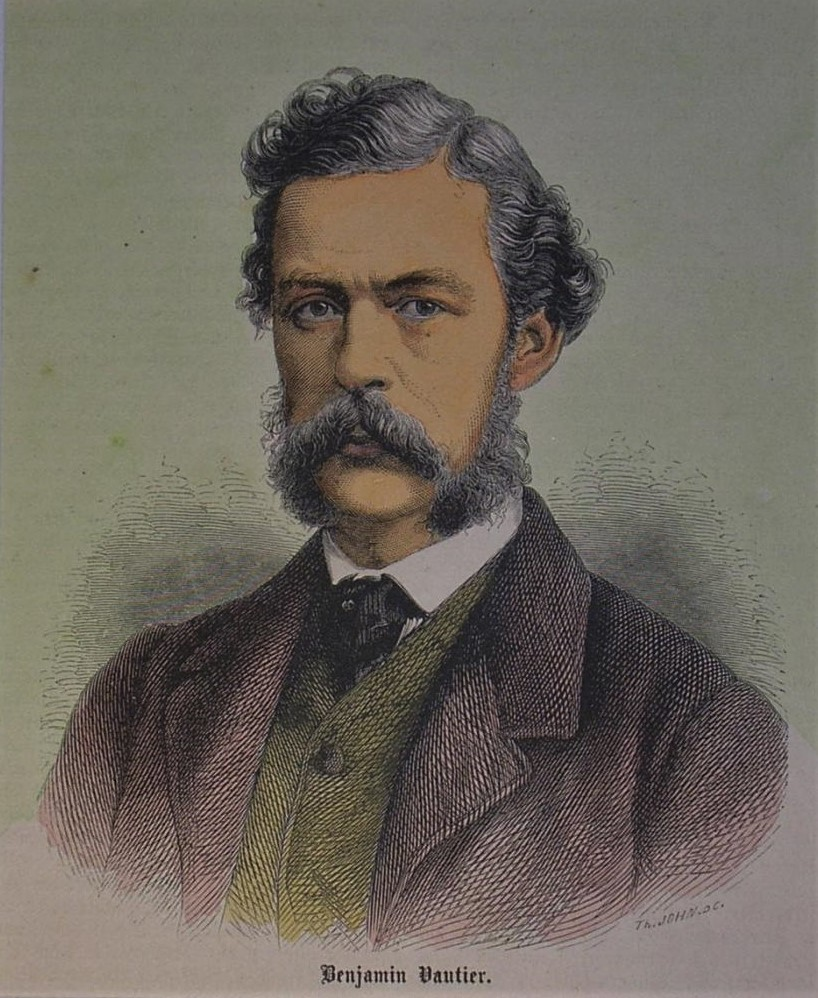
Benjamin Vautier nel 1873, incisione colorata

Marc Louis Benjamin Vautier Vautier (Morges, 27 aprile 1829 – Düsseldorf, 25 aprile 1898) è stato un pittore, docente e illustratore svizzero.

## Biografia
Marc Louis Benjamin Vautier, noto come Benjamin Vautier  e detto anche Il Vecchio, era figlio del pastore protestante Rodolphe Benjamin Louis e di Jeanne Marie Sophie Chevalier. Fu iscritto nel 1839 al collegio di Morges, dove insegnava suo padre; seguì poi i corsi all'Accademia di belle arti di Losanna. A Ginevra lavorò nella bottega dei fratelli pittori Jacques Aimé Glardon e Charles Louis François Glardon, che realizzavano ritratti su smalto. Fu più tardi accolto nell'atelier del pittore svizzero Jean-Léonard Lugardon.
Nel 1850 si trasferì a Düsseldorf, per iscriversi all'Accademia di belle arti di Düsseldorf, dove divenne allievo di Karl Ferdinand Sohn per la pittura, e di Heinrich Mücke per l'anatomia.  Completò la sua formazione artistica nell'atelier di Rudolf Jordan ed entrò nell'associazione artistica di Düsseldorf chiamata Malkasten.
Con il pittore Ludwig Knaus (1829-1910), nel 1853 fece un lungo viaggio nella Foresta Nera  e nell'Oberland Bernese - la zona montuosa del Cantone di Berna - alla ricerca di paesaggi cui ispirarsi. Dopo un altro lungo viaggio, in Svizzera e a Parigi, dal 1856 al 1857, prese la decisione di dedicarsi interamente a soggetti di vita nei paesi e alla pittura di genere.
Furono sue allieve Agnes Börjesson e Cathinca Engelhart.
A Düsseldorf, nel 1858, sposò Bertha Louise Euler, che era figlia di un notaio. I suoi figli furono: Charles Joseph Benjamin Vautier (nato nel 1860), pittore, che si trasferì a Parigi; Clara Antonia Vautier (1862-1944), che è stata la madre del pittore di paesaggi Otto von Wätjen; Otto Adolph Paul Vautier (1863-1919), pittore, che ebbe due figli pittori: Otto Vautier (1894-1918) e Benjamin Vautier detto   il Giovane (1895-1974); infine Paul Louis, nato nel 1865, che scelse la professione di commerciante. Suo bisnipote è l'artista francese Benjamin Vautier, che ha assunto come nome d'arte Ben Vautier.
Sempre a Düsseldorf, si formò presso di lui la pittrice norvegese Marie-Hélène Aarestrup.

## Galleria d'immagini

Dipinti di Benjamin Vautier
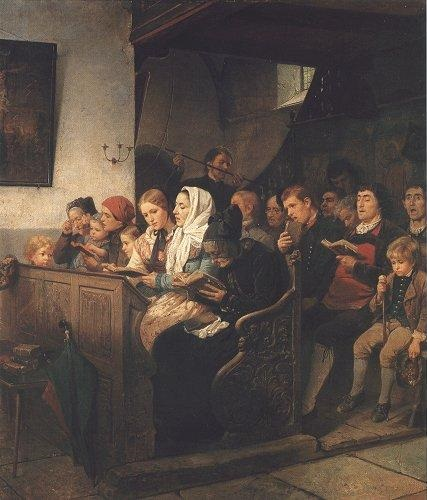
Fedeli nella chiesa del villaggio, 1858, Museum Kunsthaus Heylshof, Worms
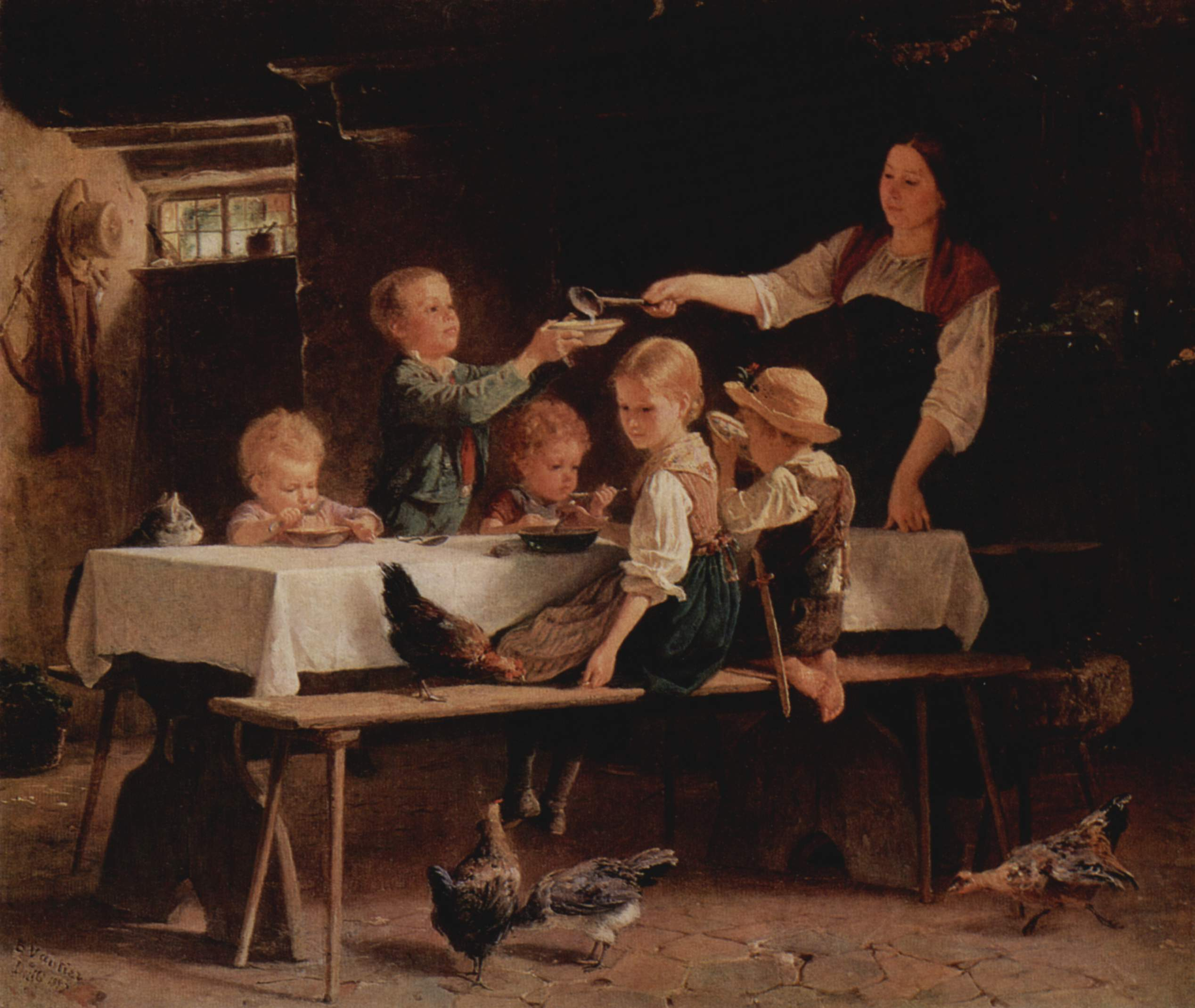
Bambini al pranzo di mezzogiorno, 1857, Ermitage, San Pietroburgo
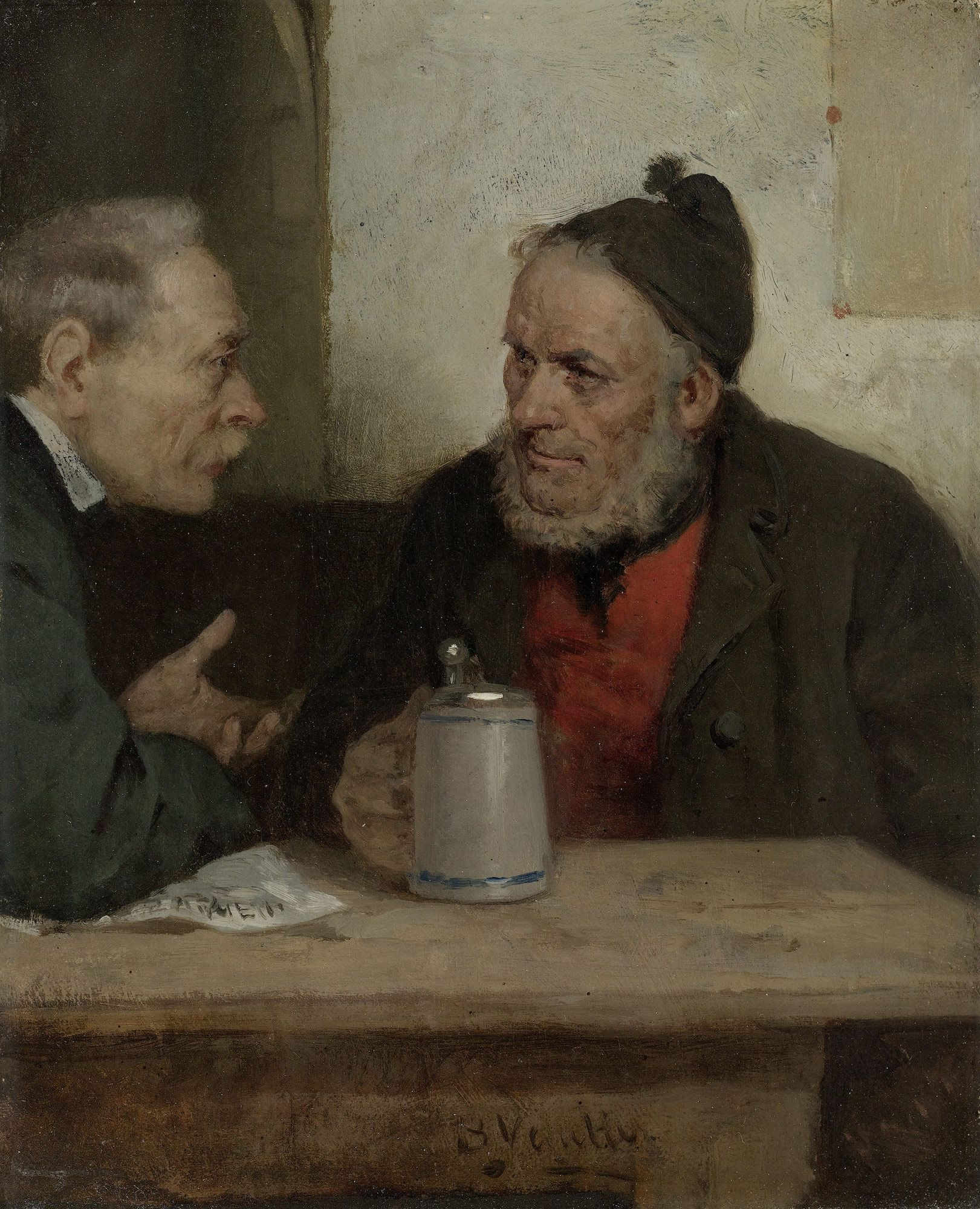
Conversazione di sabato, 1898
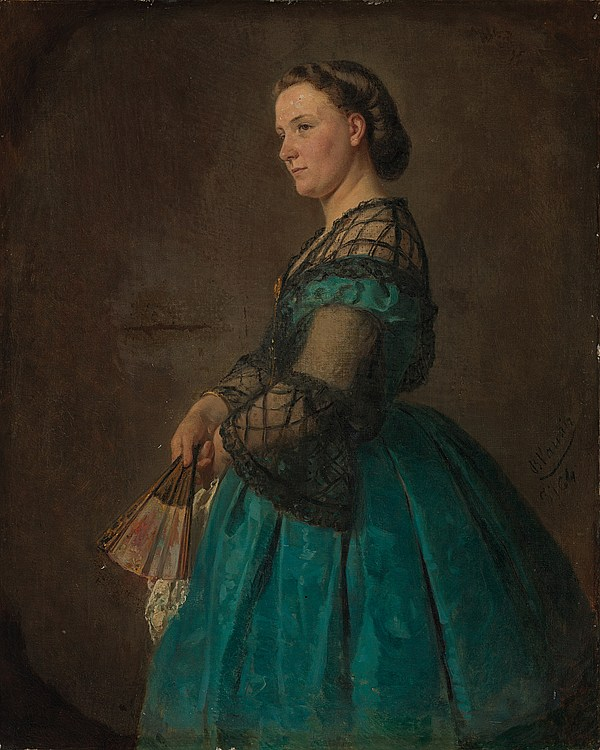
Bertha Vautier, 1864, Museum Oskar Reinhart, Winterthur
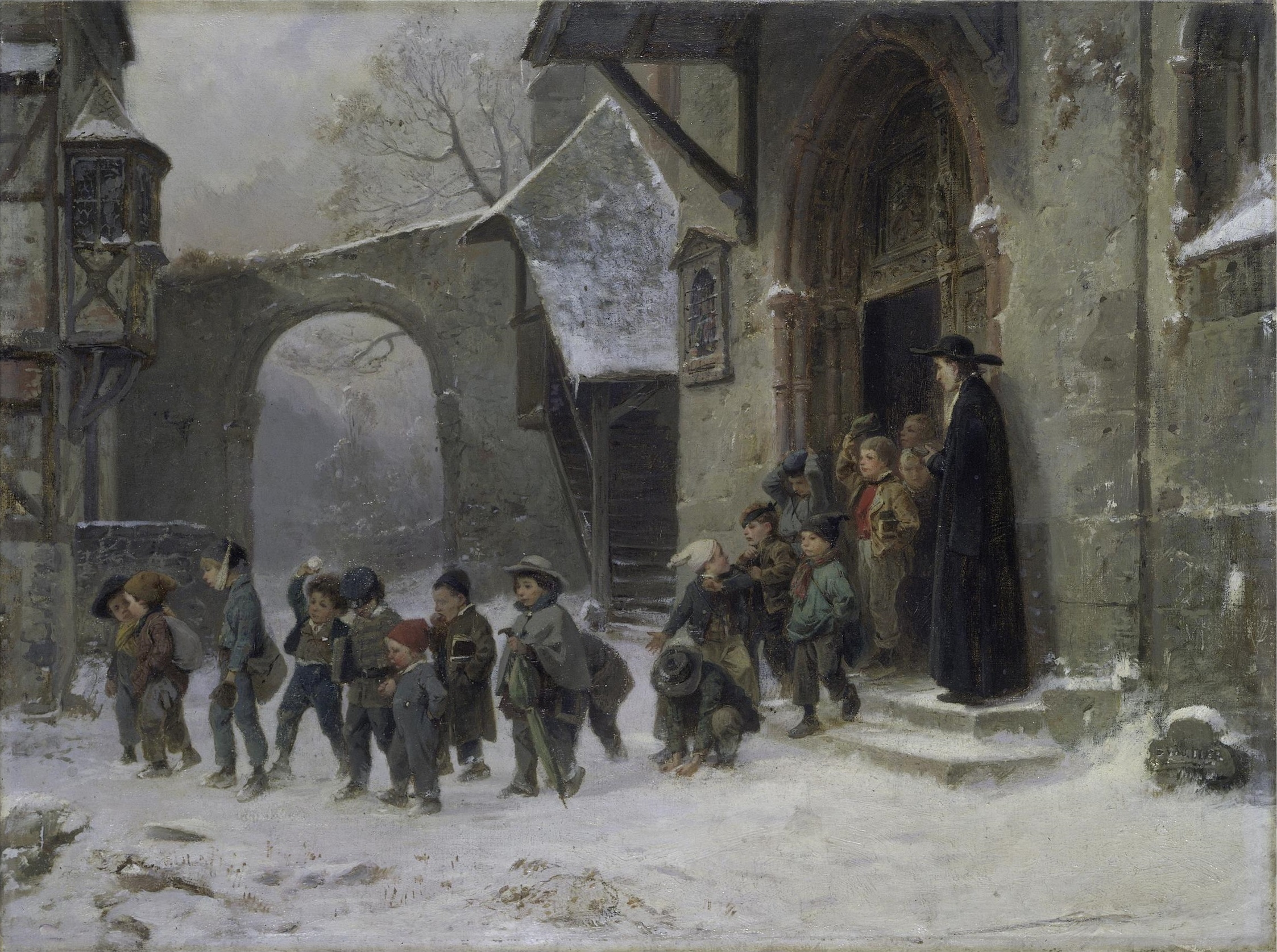
Bambini che escono da scuola, Victoria and Albert Museum, Londra